# Ромоданово (Смоленская область)
Ромода́ново — деревня в Смоленской области России, в Глинковском районе. Расположена в центральной части области в 17 км к северу от села Глинка.
Население — 148 жителей. (2007 год). Административный центр Ромодановского сельского поселения.

## Достопримечательности
- Деревянная водоналивная мельница XIX века.
- Скульптура на братской могиле 827 воинов Советской Армии и партизан, погибших при освобождении района в 1943 г.